# Eleanor Hibbert
Eleanor Alice Hibbert-Burford (Canning Town, 1 september 1906 – 18 januari 1993) was een Engels schrijfster die de geschiedenis tot leven bracht in fictie en historische romans, door het combineren van feiten en verbeelding. Ze was zeer productief en publiceerde meerdere boeken per jaar in verschillende literaire genres, elk genre onder een andere pseudoniem: Jean Plaidy voor gefictionaliseerde geschiedenis van Europese koningshuizen; Victoria Holt voor gothic novels, en Philippa Carr voor familiekronieken die meerdere generaties omvatten. Ze schreef ook romances, detectives en thrillers onder de pseudoniemen Eleanor Burford, Elbur Ford, Kathleen Kellow, Anna Percival en Ellalice Tate.
In 1989 gaven de Romance Writers of America haar de Golden Treasure Award als erkenning voor haar belangrijke bijdragen aan het genre van de romance. Tegen de tijd van haar dood had ze meer dan 200 boeken geschreven waarvan wereldwijd meer dan 100 miljoen exemplaren werden verkocht, in 20 talen. Ze is nog steeds een veelgeleende auteur in Britse bibliotheken. Haar historische fictie wordt zowel door lezers als critici gewaardeerd om zijn nauwkeurigheid, kwaliteit van schrijven en aandacht voor details.

## Levensloop
Hibbert werd geboren als Eleanor Alice Burford op 1 september 1906 in Burke Street 20, Canning Town, nu een deel van de Londense gemeente Newham. Ze erfde haar liefde voor lezen van haar vader, Joseph Burford, een havenarbeider. Haar moeder was Alice Louise Burford-Tate.
In haar jonge jaren was ze door haar slechte gezondheid gedwongen thuis privé-onderwijs te volgen. Op 16-jarige leeftijd ging ze naar een handelsschool, waar ze steno, typografie en talen studeerde. Daarna werkte zij voor een juwelier in Hatton Garden, waar zij edelstenen woog en typte. Ook werkte ze als tolk in een café voor Frans- en Duitssprekende toeristen.
Zij trouwde met George Percival Hibbert (ca. 1886-1966) toen ze begin 20 was. Hij was een ongeveer twintig jaar oudere groothandelaar in leer, die haar liefde voor boeken en lezen deelde. Ze was zijn tweede vrouw. Tijdens de Tweede Wereldoorlog woonden de Hibberts in een huisje in Cornwall dat uitkeek over een baai genaamd Plaidy Beach.
Tussen 1974 en 1978 kocht Eleanor Hibbert een 13e-eeuws landhuis in Sandwich (Kent) dat ze King's Lodging noemde omdat ze geloofde dat het vroeger had gediend als onderkomen voor de Engelse vorsten Henry VIII en Elizabeth I. Het huis had gebeeldhouwde open haarden en een trap uit de Tudor-periode. Hibbert restaureerde het huis en richtte het weelderig in, maar vond het al snel te groot voor haar smaak en te ver van Londen.
Ze verhuisde toen naar een penthouse-appartement van twee verdiepingen in Albert Court, Kensington Gore, Londen, dat uitkeek op de Royal Albert Hall en Hyde Park. Ze deelde haar appartement met mevrouw Molly Pascoe, een gezelschapsdame die ook met haar meereisde.
In 1985 verkocht Hibbert King's Lodging.
Hibbert bracht haar zomers door in haar huisje bij Plaidy Beach in Cornwall. Om de koude Engelse winter te ontvluchten, voer Hibbert drie maanden per jaar, van januari tot april, rond de wereld aan boord van een cruiseschip. De cruises brachten haar naar exotische bestemmingen als Egypte en Australië, locaties die ze later in haar romans verwerkte. In 1970 zeilde ze aan boord van het cruiseschip Oronsay naar Sydney, en in 1978 met de Canberra.
Tegen het einde van haar leven begon haar gezichtsvermogen af te nemen.
Eleanor Hibbert overleed op 18 januari 1993 op het cruiseschip Sea Princess ergens tussen Athene, Griekenland en Port Said, Egypte en werd op zee begraven. Een herdenkingsdienst werd later gehouden op 6 maart 1993, in St Peter's Anglican Church, Kensington Park Road, Londen.

## Schrijfcarrière

### Literaire invloeden
Eleanor Hibbert groeide op in Londen. Ze ontdekte haar fascinatie voor het verleden voor het eerst toen ze Hampton Court bezocht in haar tienerjaren. Na haar huwelijk bereikte Hibbert de financiële onafhankelijkheid die ze nodig had om haar wens te realiseren om te schrijven. De historische monumenten en koninklijke personages van Londen vulden Hibberts historische romans. Ze werd ook beïnvloed door haar regelmatige bezoeken aan Britse historische huizen en hun architectuur.
Tijdens de Tweede Wereldoorlog woonden de Hibberts in Cornwall, waarvan de kiezelstranden, hoge kliffen en verraderlijke blauwe wateren als decor dienden voor veel van de gothic novels van Victoria Holt.
Eleanor Hibbert voer in 1978 aan boord van de Canberra naar Sydney.
Op latere leeftijd maakte Hibbert elk jaar een wereldcruise. Haar schip deed havens aan van landen als Turkije, Egypte, India, Zuid-Afrika, Hong Kong, Ceylon en Australië. Deze exotische bestemmingen dienen als decor in latere romans van Victoria Holt. Eind jaren zestig bracht Hibbert twee maanden door op de Australische goudvelden, 40 mijl ten noorden van Melbourne, in het kader van onderzoek voor haar Victoria Holt roman uit 1971, The Shadow of the Lynx. In 1972 reisde Hibbert van Sydney naar Melbourne via de Snowy Mountains en bezocht Hobart, Launceston, Geelong, Ballarat en Bendigo.
Hibberts Philippa Carr romans waren deels gesitueerd in Cornwall en deels in Australië.
Hibbert werd in haar schrijven beïnvloed door de Bröntes (vooral de roman Jane Eyre), George Eliot, Charles Dickens, Victor Hugo, en Leo Tolstoj.

### Vroeg werk
In de jaren dertig schreef Hibbert negen lange romans (elk ongeveer 150.000 woorden lang), allemaal serieuze psychologische studies van het hedendaagse leven. Geen van deze romans werd echter geaccepteerd voor publicatie. Tegelijkertijd schreef ze korte verhalen voor kranten als de Daily Mail en Evening News. Sommige verschenen ook in The Star, Woman's Realm en Ladies' Home Journal. Het keerpunt kwam toen de fictieredacteur van de Daily Mail haar zei: "Je bent verkeerd bezig: je moet iets schrijven dat verkoopbaar is, en de gemakkelijkste manier is het schrijven van romantische fictie."
Hibbert las 50 romans als research en publiceerde toen haar eerste fictieve roman, Daughter of Anna, in 1941. Het was een historische roman die zich afspeelde in het Australië van de late 18e en 19e eeuw. Het was een matig succes en Hibbert ontving er £30 als voorschot voor. Het boek werd gepubliceerd onder haar meisjesnaam, Eleanor Burford, die ook werd gebruikt voor haar hedendaagse romans. Na het succes van het boek kreeg Hibbert een contract met uitgeverij Herbert Jenkins om één boek per jaar te schrijven. In 1961 had Hibbert 31 romans onder deze naam gepubliceerd, waaronder tien romans voor Mills & Boon. 

### Pseudoniemen
In 1945 koos ze op verzoek van haar agent het pseudoniem Jean Plaidy voor haar nieuwe roman Together They Ride. De naam was geïnspireerd op Plaidy Beach in de buurt van het huis van de Hibberts in Looe, Cornwall tijdens de Tweede Wereldoorlog. Haar agent stelde de eerste naam voor, met de woorden "Jean neemt niet veel plaats in achter in het boek". Het boek werd uitgegeven door Gerald G. Swan, een Londense uitgever. Het volgende boek geschreven onder het pseudoniem Jean Plaidy was Beyond the Blue Mountains in 1948. De uitgever Robert Hale accepteerde het 500 pagina's tellende manuscript nadat het door verschillende anderen was afgewezen. De firma schreef aan Hibberts literaire agentschap, A.M. Heath, "Wil je deze auteur vertellen dat er schitterende prijzen in het verschiet liggen voor hen die kunnen schrijven zoals zij dat doet?" In 1949 sloeg Hibbert haar slag met de eerste Jean Plaidy roman die fictieve verhalen van royalty's bevatte: The King's Pleasure, met Henry VIII en Anne Boleyn. In totaal zijn er 91 Jean Plaidy romans gepubliceerd. Hibberts laatste Jean Plaidy boek, The Rose Without a Thorn, werd postuum gepubliceerd. 
Hibbert schreef ook vier non-fictie boeken onder het pseudoniem Jean Plaidy. Het eerste, A Triptych of Poisoners (1958), was een verzameling van korte biografieën van gifmengers: Cesare Borgia, Marie d'Aubray en Edward William Pritchard. De andere drie waren een trilogie over de Spaanse inquisitie: The Rise (1959), The Growth (1960) en The End (1961).
Van 1950 tot 1953 schreef Hibbert vier romans als Elbur Ford, een pseudoniem afgeleid van haar meisjesnaam, Eleanor Burford. Deze romans waren gebaseerd op waargebeurde moorden uit de negentiende eeuw: Edward William Pritchard (Flesh and the Devil, 1950); Adelaide Bartlett (Poison in Pimlico, 1950); Euphrasie Mercier (The Bed Disturbed, 1952) en Constance Kent (Such Bitter Business, 1953 - in de Verenigde Staten in 1954 gepubliceerd onder de titel Evil in the House).
Tussen 1952 en 1960 schreef Hibbert onder het pseudoniem Kathleen Kellow acht romans in het genre misdaad en mystery. Van 1956 tot 1961 schreef ze vijf romans als Ellalice Tate, een pseudoniem geïnspireerd op de naam van haar moeder, Alice Tate.
In 1960 schreef zij, op voorstel van haar agent, Patricia Schartle Myrer, haar eerste gotische romance, Mistress of Mellyn, onder de naam Victoria Holt. Het pseudoniem werd gecreëerd door de naam Victoria te kiezen vanwege de vorstelijke, romantische klank, terwijl de naam Holt werd ontleend aan de militaire bank Holt & Company waar Hibbert een rekening had. Gepubliceerd door Doubleday in de Verenigde Staten en Collins in het Verenigd Koninkrijk, werd Mistress of Mellyn meteen een internationale bestseller en blies het genre van de gotische romantische horrorroman nieuw leven in.
Mistress of Mellyn was een slimme verweving van elementen uit eerdere gotische romans zoals Jane Eyre (1847), The Woman in White (1859), en Rebecca (1938). De setting in Cornwall maakte de gelijkenis met Rebecca (1938) zo opmerkelijk dat gespeculeerd werd dat Victoria Holt een pseudoniem was voor Daphne du Maurier. Nadat er in acht jaar tijd zes Victoria Holt romans waren gepubliceerd, werd onthuld dat Hibbert de auteur was. Hibbert schreef nog 31 romans als Victoria Holt, voornamelijk met fictieve personages tegen een authentieke achtergrond, meestal van het einde van de 19e eeuw. De laatste roman van Victoria Holt, The Black Opal, werd na haar dood gepubliceerd.
In 1960 schreef Hibbert een roman onder de naam Anna Percival, een pseudoniem geïnspireerd op de tweede naam van haar echtgenoot, Percival. Hibbert heeft dat pseudoniem nooit meer gebruikt. 
Haar laatste pseudoniem, Philippa Carr, creëerde zij in 1972 op voorstel van haar uitgever, Collins, om een nieuwe serie te creëren die opeenvolgende generaties Engelse edelvrouwen beschrijft die betrokken zijn bij belangrijke historische gebeurtenissen, te beginnen bij de Reformatie en eindigend bij de Tweede Wereldoorlog.
Hibbert bleef het pseudoniem Jean Plaidy gebruiken voor haar historische romans over de royalty's van Europa. Haar onder dit pseudoniem geschreven boeken waren populair bij het grote publiek en werden ook door critici en historici geprezen om hun historische nauwkeurigheid, kwaliteit van schrijven, en aandacht voor detail. 
Aantal titels per decennium

| Decade | Eleanor Burford | Jean Plaidy | Elbur Ford | Kathleen Kellow | Ellalice Tate | Anna Percival | Victoria Holt | Philippa Carr | Total |
| --- | --------------- | ----------- | ---------- | --------------- | ------------- | ------------- | ------------- | ------------- | ----- |
| 1940s | 9               | 4           |            |                 |               |               |               |               | 13    |
| 1950s | 19              | 19          | 4          | 7               | 4             |               |               |               | 53    |
| 1960s | 3               | 26          |            | 1               | 1             | 1             | 8             |               | 40    |
| 1970s |                 | 22          |            |                 |               |               | 10            | 5             | 37    |
| 1980s |                 | 16          |            |                 |               |               | 10            | 9             | 35    |
| 1990s |                 | 4           |            |                 |               |               | 4             | 5             | 13    |
| Total | 31              | 91          | 4          | 8               | 5             | 1             | 32            | 19            | 191   |
| De genoemde aantallen slaan op zelfstandige boeken die oorspronkelijk onder dat pseudoniem zijn gepubliceerd. Latere herdrukken met een andere titel of onder een ander pseudoniem zijn niet opgenomen, net zomin als omnibussen en anthologieën. |                 |             |            |                 |               |               |               |               |       |

### Onderzoek
Hibbert baseerde haar onderzoek op de geschriften van Britse historici als John Speed, James Anthony Froude, Alexander Fraser Tytler en Agnes Strickland.
Alle Jean Plaidy boeken van Hibbert bevatten een bibliografie aan het eind, waarin de historische werken worden vermeld die geraadpleegd werden tijdens het schrijven van het boek.
De Kensington Central Library gaf Hibbert speciale concessies om haar onderzoek te vergemakkelijken. Ze mocht beneden in de kluis komen waar de niet meer in omloop zijnde boeken werden opgeslagen, en ze met karrenvrachten per keer lenen. Ze mocht de boeken zelfs mee naar huis nemen en ze zo lang houden als ze wilde.
Toen haar gezichtsvermogen tegen het einde van haar leven begon af te nemen, leende ze luisterboeken uit de openbare bibliotheken van de Westminster City Council.

### Schrijfdiscipline
Hibbert was een productief schrijfster, die meerdere boeken per jaar uitbracht onder verschillende pseudoniemen, voornamelijk Jean Plaidy, Victoria Holt en Philippa Carr. Jean Plaidy bleek erg populair in het Verenigd Koninkrijk en verkocht grote hoeveelheden in paperback, terwijl Victoria Holt een bestseller was in de Verenigde Staten. Veel van haar lezers hebben zich nooit gerealiseerd dat achter al deze pseudoniemen één enkele auteur schuilging. 
Hibbert schreef haar grote output toe aan haar regelmatige werkgewoonten. Ze beschreef zichzelf als een dwangmatige schrijfster en schreef alle zeven dagen in de week. Ze begon elke ochtend achter de typemachine op haar bureau en voltooide meestal vijfduizend woorden tegen lunchtijd. Hoewel schrijven haar stimuleerde, vond ze de typemachine een fysieke belasting. Ze besteedde elke dag vijf uur aan haar schrijfwerk, naast de tijd die ze nodig had voor het nalezen van haar aantekeningen en het doen van onderzoek. 's Middags beantwoordde ze persoonlijk alle fanmail die ze ontving. Ze bracht ook tijd door in de Centrale Bibliotheek van Kensington. 's Avonds schaakte ze, als ze een tegenstander kon vinden, of ging ze uit.
Zelfs tijdens haar jaarlijkse cruise rond de wereld behield Hibbert haar discipline. Ze schreef 's morgens, speelde 's middags schaak en nam 's avonds deel aan het vermaak aan boord. Ze gaf er de voorkeur aan om aan boord van het cruiseschip aan haar Victoria Holt romans te werken, omdat er dan niet zoveel research of fact-checking in een bibliotheek nodig was.

### Literaire agenten en uitgevers
Eleanor Hibbert had gezonde, levenslange relaties met haar literaire agenten en uitgevers, een zeldzame prestatie in de uitgeverswereld. Zij werd in het Verenigd Koninkrijk vertegenwoordigd door A.M. Heath Literary Agency en in de Verenigde Staten door McIntosh & Otis. Haar langlopende Amerikaanse agent was eerst Patricia Schartle Myrer, later gevolgd door Julie Fallowfield.
De Londense uitgever Herbert Jenkins publiceerde tussen 1941 en 1955 twintig romantische romans die Hibbert schreef onder het pseudoniem Eleanor Burford. Het contract, aanvankelijk voor één boek per jaar tegen een voorschot van £30 per titel, werd later omgezet naar twee boeken per jaar toen de boeken succesvol bleken.
Mills and Boon, een Londense uitgever die zich specialiseerde in laaggeprijsde, romantische paperbacks, bracht van 1956 tot 1962 tien romans uit die Hibbert schreef onder het pseudoniem Eleanor Burford.
Gerald G. Swan publiceerde het eerste Jean Plaidy boek in 1945, maar elk boek daarna werd uitgegeven door Robert Hale. Beginnend met Beyond the Blue Mountains (1948) en gedurende de gehele verdere loop van haar leven, publiceerde Robert Hale in totaal 90 Jean Plaidy boeken in hardcover met stofomslagen geïllustreerd door de gespecialiseerde kunstenaar Philip Gough.
MacRae Smith Co. te Philadelphia publiceerde titels van Jean Plaidy in de Verenigde Staten. Vanaf 1956 verschenen er vertalingen van Jean Plaidy-boeken: in het Frans bij Éditions Robert Laffont, Parijs; in het Spaans bij Guillermo Kraft Limitada, Buenos Aires; en in het Nederlands bij Uitgeverij A.J. Luitingh, Amsterdam.
In 1951 herdrukte de Canadese paperbackuitgeverij Harlequin Beyond the Blue Mountains van Jean Plaidy in paperback en behaalde daarmee hun grootste commerciële succes tot dan toe: van de 30.000 verkochte exemplaren werden er slechts 48 geretourneerd.
Robert Hale publiceerde acht Kathleen Kellow misdaad- en mysterieromans tussen 1952 en 1960 in hardcover met stofomslagen van Philip Gough. Robert Hale publiceerde ook het enige boek geschreven onder het pseudoniem Anna Percival, The Brides of Lanlory.
Van 1950 tot 1953 werden vier misdaadromans van Elbur Ford uitgegeven door de Londense uitgever William Morrow in het Verenigd Koninkrijk en de New Yorkse uitgever Werner Laurie in de Verenigde Staten.
Van 1956 tot 1961 publiceerde Hodder & Stoughton alle vijf de historische romans die werden geschreven onder het pseudoniem Ellalice Tate.
Van 1960 tot 1993 schreef Hibbert 32 Victoria Holt romans voor de uitgeversgiganten Collins in het Verenigd Koninkrijk en Doubleday in de Verenigde Staten. Vele daarvan waren bestsellers en werden in 20 talen vertaald om een wereldwijd publiek te bereiken.
Van 1972 tot 1993 schreef Hibbert 19 romans van Philippa Carr die werden gepubliceerd door Collins in het Verenigd Koninkrijk en Putnam in de Verenigde Staten. Enkele daarvan werden later vertaald in andere talen zoals Spaans, Fins, Russisch en Pools.
Tegen de tijd van haar dood in 1993 had Hibbert 75 miljoen boeken verkocht, vertaald in 20 talen onder de naam Victoria Holt, 14 miljoen onder de naam Jean Plaidy en 3 miljoen onder de naam Philippa Carr.
Na haar dood nam Mark Hamilton van A.M. Heath Literary Agency het over als executeur voor haar literaire nalatenschap, die op ongeveer £ 8.790.807 werd geschat.

## Eleanor Burford

### Romantische werken
| * Daughter of Anna (1941)               |
| * Passionate Witness (1941)             |
| * The Married Lover (1942)              |
| * When the Entire World Is Young (1943) |
| * So the Dreams Depart (1944)           |
| * Not in Our Stars (1945)               |
| * Dear Chance (1947)                    |
| * Alexa (1948)                          |
| * The House at Cupid's Cross (1949)     |
| * Believe the Heart (1950)              |
| * The Love Child (1950)                 |
| * Saint or Sinner (1951)                |
| * Bright Tomorrow (1952)                |
| * Dear Delusion (1952)                  |
| * Leave Me My Love (1953)               |
| * When We Are Married (1953)            |
| * Castles in Spain (1954)               |
| * Heart's Afire (1954)                  |
| * Two Loves in Her Life (1955)          |
| * When Other Hearts (1955)              |

Het boek The Love Child dat in 1950 door Eleanor Burford werd gepubliceerd moet niet verward worden met de roman met dezelfde titel die door Philippa Carr in 1978 werd gepubliceerd als onderdeel van de serie The Daughters of England.

### Mills & Boon romans
- Begin to Live (1956)
- Married in Haste (1956)
- To Meet a Stranger (1957)
- Blaze of Noon (1958)
- Pride in the Morning (1958)
- Red Sky at Night (1959)
- The Dawn Chorus (1959)
- Night of Stars (1960)
- Now That April's Gone (1961)
- Who's Calling? (1962)

### De serie Mary Stuart, Queen of Scots
- Royal Road to Fotheringhay (1955) (later opnieuw uitgegeven onder de naam Jean Plaidy)

## Jean Plaidy
Veel van de boeken van Jean Plaidy werden in de Verenigde Staten onder een andere naam uitgegeven. Haar trilogieën werden later ook als losse boeken uitgegeven, vaak met een andere titel dan hier vermeld. 

### Zelfstandige werken[1]
| * Together They Ride (1945)                                                      |                                                     |
| * Beyond the Blue Mountains (1948)                                               |                                                     |
| * The King's Pleasure (1949) (a.k.a. Murder Most Royal in de Tudor Saga)         |                                                     |
| * The Goldsmith's Wife (1950) (a.k.a. The King's Mistress)                       |                                                     |
| * Daughter of Satan (1952)                                                       |                                                     |
| * Lilith (1954)                                                                  |                                                     |
| * Melisande (It Began in Vauxhall Gardens) (1955)                                |                                                     |
| * The Scarlet Cloak (1957)                                                       |                                                     |
| * The Queen of Diamonds (1958)                                                   |                                                     |
| * Milady Charlotte (1959)                                                        |                                                     |
| * Evergreen Gallant (1965)                                                       | Hendrik van Navarra: de vorstelijke charmeur (1969) |
| * Defenders of the Faith (1971)                                                  |                                                     |
| * Madame du Barry (1994)                                                         |                                                     |
| * The King's Adventurer (1996) (Oorspronkelijk This Was a Man van Ellalice Tate) |                                                     |

### Omnibussen
| * Katharine of Aragon (omnibus van boeken 2 – 4 in The Tudor Saga) |                          |
| * Catherine De Medici (1969)                                       |                          |
| * Charles II (omnibus van boeken 2 – 4 in The Stuart Saga)         | Karel II trilogie (1965) |
| * Isabella and Ferdinand (1970)                                    |                          |

### De Tudors
| * Uneasy Lies the Head (1982) (a.k.a. To Hold the Crown)                                                           |                                                                                            |
| * Katharine, the Virgin Widow (1961)                                                                               |                                                                                            |
| * The Shadow of the Pomegranate (1962)                                                                             |                                                                                            |
| * The King's Secret Matter (1962)                                                                                  |                                                                                            |
| * Murder Most Royal (1949) (a.k.a. The King's Pleasure)                                                            | Koninklijke moordenaar (1965)                                                              |
| * Saint Thomas' Eve (1954) (a.k.a. The King's Confidante)                                                          |                                                                                            |
| * The Sixth Wife (1953)                                                                                            | De zesde vrouw (1955), later opnieuw uitgebracht als Hendrik VIII en Katherine Parr (1971) |
| * The Thistle and the Rose (1963)                                                                                  |                                                                                            |
| * Mary, Queen of France (1964)                                                                                     |                                                                                            |
| * The Spanish Bridegroom (1954) (a.k.a. For a Queen's Love)                                                        |                                                                                            |
| * Gay Lord Robert (1955) (opnieuw uitgegeven als Lord Robert (UK) in 2007 en A Favorite of the Queen (US) in 2010) | Elizabeth R. (1972)                                                                        |

In Nederland werden titels 2 - 4 uitgegeven als trilogie onder de titel Het leven van Catharina van Aragon (1964)

### De Catherina De Medici trilogie
| * Madame Serpent (1951)                              | Madame Serpent (1956)                                                        |
| * The Italian Woman (1952) (a.k.a. The Unholy Woman) | Dochter van Satan (1956)                                                     |
| * Queen Jezebel (1953)                               | Koningin Jezebel (1956), later opnieuw uitgebracht als De gifmengster (1971) |

De Nederlandse vertalingen verschenen ook als trilogie onder de titel Het leven van Catharina de Medici (1956) en Catharina de Medici (1979) 

### Mary Stuart, Queen of Scots
- Royal Road to Fotheringhay (1955) (eerst uitgegeven onder het pseudoniem Eleanor Burford)
- The Captive Queen of Scots (1963)

### De Stuarts
| * The Murder in the Tower (1964)                               |                                           |
| * The Wandering Prince (1956)                                  | De dolende prins (1965)                   |
| * A Health Unto His Majesty (1956)                             | Koning bij de gratie Gods (1965)          |
| * Here Lies Our Sovereign Lord (1957)                          | 's Konings dodendans (1965)               |
| * The Three Crowns (1965)                                      |                                           |
| * The Haunted Sisters (1966)                                   | Het spookbeeld der laatste Stuarts (1967) |
| * The Queen's Favourites (1966) (a.k.a. Courting Her Highness) | Gunstelingen van de koningin (1968?)      |

### De Franse Revolutie
| * Louis the Well Beloved (1959)       | Lodewijk XV: de lichtzinnige koning (1970)                                                                    |
| * The Road to Compiegne (1959)        | De weg naar Compiègne (1964), later ook uitgebracht als Madame de Pompadour: het bewind der maitresses (1970) |
| * Flaunting, Extravagant Queen (1957) | Marie Antoinette: de luchthartige koningin (1970)                                                             |

### Lucrezia Borgia
- Madonna of the Seven Hills (1958)
- Light on Lucrezia (1958)

In Nederland uitgebracht onder de gezamenlijke titel Lucrezia Borgia (1961)

### Isabella en Ferdinand trilogie
| * Castile for Isabella (1960)                      | Castilië voor Isabella     |
| * Spain for the Sovereigns (1960)                  | Spanje voor de souvereinen |
| * Daughters of Spain (1961) (a.k.a. Royal Sisters) | Dochters van Spanje        |

In Nederland uitgebracht als trilogie onder de titel Het leven van Isabella van Castilië : trilogie (1967)

### De Georges
- The Princess of Celle (1967)
- Queen in Waiting (1967)
- Caroline, the Queen (1968)
- The Prince and the Quakeress (1975)
- The Third George (1969)
- Perdita's Prince (1969)
- Sweet Lass of Richmond Hill (1970)
- Indiscretions of the Queen (1970)
- The Regent's Daughter (1971)
- Goddess of the Green Room (1971)
- Victoria in the Wings (1972)

### Koningin Victoria
| * The Captive of Kensington Palace (1972) | Victoria, gevangene van Kensington (1975) |
| * The Queen and Lord M (1973)             | Koningin Victoria en Lord M. (1976)       |
| * The Queen's Husband (1973)              | Victoria, koningin en vrouw (1976)        |
| * The Widow of Windsor (1974)             |                                           |

### De Normandische trilogie
- The Bastard King (1974)
- The Lion of Justice (1975)
- The Passionate Enemies (1976)

### De Plantagenets
| * The Plantagenet Prelude (1976)                                         |                              |
| * The Revolt of the Eaglets (1977)                                       |                              |
| * The Heart of the Lion (1977)                                           |                              |
| * The Prince of Darkness (1978)                                          |                              |
| * The Battle of the Queens (1978)                                        | Strijd der vorstinnen (1981) |
| * The Queen from Provence (1979)                                         |                              |
| * Edward Longshanks (1979) (heruitgave: The Hammer of the Scots in 2008) |                              |
| * The Follies of the King (1980)                                         |                              |
| * The Vow on the Heron (1980)                                            |                              |
| * Passage to Pontefract (1981)                                           |                              |
| * The Star of Lancaster (1981)                                           |                              |
| * Epitaph for Three Women (1981)                                         |                              |
| * Red Rose of Anjou (1982)                                               |                              |
| * The Sun in Splendour (1982)                                            |                              |

### Koninginnen van Engeland
- Myself My Enemy (1983) (a.k.a. Loyal in Love)
- Queen of This Realm (1984)
- Victoria Victorious (1985)
- The Lady in the Tower (1986)
- The Courts of Love (1987)
- In the Shadow of the Crown (1988)
- The Queen's Secret (1989)
- The Reluctant Queen (1990)
- The Pleasures of Love (1991) (a.k.a. The Merry Monarch's Wife)
- William's Wife (1992) (a.k.a. The Queen's Devotion)
- Rose Without a Thorn (1993)

### Kinderboeken
- Meg Roper, daughter of Sir Thomas More (1961)
- The Young Elizabeth (1961)
- The Young Mary Queen of Scots (1962)

### De Spaanse Inquisitie (non-fictie)
- The Rise of the Spanish Inquisition (1959)
- The Growth of the Spanish Inquisition (1960)
- The End of the Spanish Inquisition (1961)

### Historische non-fictie
- A Triptych of Poisoners (1958)
- Mary Queen of Scots: The Fair Devil of Scotland (1975)

## Ontvangst en nalatenschap

### 20e eeuw
Jean Plaidy's historische romans werden goed ontvangen door haar lezers, die vonden dat ze op een gemakkelijke manier inzicht gaven in het weidse panorama van de Europese geschiedenis.
Schoolmeisjes in Engeland lazen de boeken stiekem tijdens geschiedenislessen, verborgen achter hun eigenlijke schoolboeken.
In het laatste decennium van de 20e eeuw raakte historische fictie uit de mode. Jean Plaidy-titels werden niet meer gedrukt.

### 21ste eeuw
In oktober 2001 ontdekte Rachel Kahan, hoofdredacteur bij Crown Publishing Group en Jean Plaidy-fan sinds haar kindertijd, dat Jean Plaidy-boeken in de Verenigde Staten uit de handel waren genomen.
Kahan kocht de herdrukrechten van tien Jean Plaidy romans. In april 2003 koos Crown ervoor om twee boeken met Henry VIII als thema uit te geven bij hun imprint Three Rivers Press. The Lady in the Tower en The Rose Without a Thorn vertellen het verhaal van twee van zijn zes vrouwen, Anne Boleyn en Catherine Howard, die beiden werden onthoofd. De boeken werden uitgegeven in paperback met nieuwe titels, moderne covers en een lezersgids achterin. De eerste druk van 30.000 exemplaren van elk boek was in 3 maanden uitverkocht. Op basis van dit succes kocht Crowns eenheid in het Verenigd Koninkrijk, Arrow Books, de hele backlist van Jean Plaidy.

### Herdrukken

#### Three Rivers Press uitgaves
In de lente van 2003 begon Three Rivers Press, een imprint van de Amerikaanse uitgever Crown Publishing Group, met de heruitgave van de verhalen van Jean Plaidy.  Three Rivers Press heeft een aantal van de boeken uitgegeven met nieuwe titels die hier zijn vermeld: 
- Mary, Queen of Scotland: The triumphant year (2004), voorheen Royal Road to Fotheringhay (1955) door Eleanor Burford
- The Loves of Charles II (2005), een omnibus van The Wandering Prince (1956), A Health Unto His Majesty (1956), en Here Lies Our Sovereign Lord (1957)
- Loyal in Love (2007) , voorheen Myself My Enemy (1983)
- The Merry Monarch's Wife (2008) voorheen The Pleasures of Love (1991)
- The Queen's Devotion (2008), voorheen William's Wife (1990)
- To Hold the Crown (2008), voorheen Uneasy Lies the Head (1982)

## Elbur Ford
- Poison in Pimlico (1950)
- The Flesh and the Devil (1950)
- Bed Disturbed (1951)
- Evil in the House (1953)
- Such Bitter Business (1953)

## Kathleen Kellow
Een aantal van deze werken werden opnieuw uitgegeven onder de naam Jean Plaidy. 
| * Danse Macabre (1952)                                  |
| * Rooms at Mrs. Oliver's (1953)                         |
| * Lilith (1954)                                         |
| * It Began in Vauxhall Gardens (1955)                   |
| * Call of the Blood (1956)                              |
| * Rochester, the Mad Earl (1957)                        |
| * Milady Charlotte (1959) De laatste Homer Trent (1959) |
| * The World's a Stage (1960)                            |

## Ellalice Tate
Deze werken zijn later allemaal opnieuw uitgegeven onder het pseudoniem Jean Plaidy.
- Defenders of the Faith (1956)
- The Scarlet Cloak (1957)
- The Queen of Diamonds (1958)
- Madame du Barry (1959)
- This Was a Man (1961) (opnieuw uitgegeven als The King's Adventurer door Jean Plaidy)

## Anna Percival
- The Brides of Lanlory (1960)

## Victoria Holt

### Zelfstandige romans
| * Mistress of Mellyn (1960)                                    | Vrouwe van Mellyn (1964)                |  |
| * Kirkland Revels (1962)                                       | Erfgenaam van Kirkland (1963?)          |  |
| * Bride of Pendorric (1963)                                    | De bruid van Pendorric (1973)           |  |
| * The Legend of the Seventh Virgin (1965)                      | De zevende maagd (1966)                 |  |
| * Menfreya in the Morning (1966)                               | Burcht der verschrikking (1968)         |  |
| * The King of the Castle (1967)                                |                                         |  |
| * The Queen's Confession: The Story of Marie-Antoinette (1968) | Bekentenissen van een koningin (1969)   |  |
| * The Shivering Sands (1969)                                   | Drijfzand (1972)                        |  |
| * The Secret Woman (1970)                                      | Vlammen in de nacht (1981)              |  |
| * Shadow of the Lynx (1971)                                    | De schaduw van gisteren (1972)          |  |
| * On the Night of the Seventh Moon (1972)                      | De nacht van de zevende maan (1973)     |  |
| * The Curse of the Kings (1973)                                | Geluk in gevaar (1974)                  |  |
| * The House of a Thousand Lanterns (1974)                      | Het huis met de duizend lampions (1974) |  |
| * Lord of the Far Island (1975)                                | De gevaarlijke erfenis (1977)           |  |
| * The Pride of the Peacock (1976)                              | De geheimzinnige echtgenoot (1978)      |  |
| * Devil on Horseback (1977)                                    | Een liefde in Frankrijk (1978)          |  |
| * My Enemy, the Queen (1978)                                   | In de schaduw van de troon (1979)       |  |
| * Spring of the Tiger (1979)                                   | De Ashington-parels (1980)              |  |
| * Mask of the Enchantress (1980)                               | Gemaskerde betovering (1981)            |  |
| * The Judas Kiss (1981)                                        | De Engelse gouvernante (1982)           |  |
| * The Demon Lover (1982)                                       | Minnares van de duivel (1984)           |  |
| * The Time of the Hunter's Moon (1983)                         | De vreemdeling in het woud (1984)       |  |
| * The Landower Legacy (1984)                                   | Verraderlijke liefde (1986?)            |  |
| * The Road to Paradise Island (1985)                           |                                         |  |
| * Secret for a Nightingale (1986)                              | Het geheim van de nachtegaal (1997)     |  |
| * Silk Vendetta (1987)                                         | Geluk is als een zijden draad (1988)    |  |
| * The India Fan (1988)                                         | Een waaier van geluk (1990?)            |  |
| * The Captive (1989)                                           | Gevangene van de pasja (1991)           |  |
| * Snare of Serpents (1990)                                     | Onschuld is als een tere bloem (1992)   |  |
| * Daughter of Deceit (1991)                                    | Dochter van het verraad (1997)          |  |
| * Seven for a Secret (1992)                                    | De vlucht van de zeven zwaluwen (1998)  |  |
| * The Black Opal (1993)                                        | De zwarte opaal (1995)                  |  |

### Anthologieën met anderen
- "The Bride of Pendorric" in Three Great Romantic Stories (1972) (met Hebe Esna en Lucy Walker)

### Ontvangst en nalatenschap

#### 20ste eeuw
De boeken van Victoria Holt bleken populair bij het lezerspubliek en veel ervan haalden de bestsellerlijsten. Hibbert won aan loyaliteit bij grote aantallen vrouwelijke lezers die hun exemplaren doorgaven aan de volgende generatie vrouwen in hun familie. Hibbert beschreef haar heldinnen als "vrouwen met integriteit en een sterk karakter" die "streden voor bevrijding, vochten voor hun eigen voortbestaan."
Haar roman Mistress of Mellyn uit 1960 blies in zijn eentje het genre van de gothic romances nieuw leven in. Veel vrouwen begonnen hun eigen gothic romances te schrijven. Zelfs mannelijke auteurs als Tom E. Huff en Julian Fellowes zwichtten voor de trend en schreven romances onder vrouwelijke pseudoniemen.
Victoria Holt romans werden bestsellers. In 1970, toen de gothic mania op zijn hoogtepunt was, werd The Secret Woman een van de top 10 best verkochte boeken in de Verenigde Staten. Tegen 1975 was de eerste oplage van een Victoria Holt paperback 800.000 exemplaren.
Tegen het begin van de jaren 70 verkochten gothic romans meer dan alle andere genres in paperback fictie, inclusief mysteries, science fiction en westerns. Dit viel samen met een consolidatie in de uitgeverswereld, waarbij uitgevers van paperbacks en hardcovers voor het eerst werden samengebracht onder dezelfde moedermaatschappij. Meer verfijnde marketing leidde tot plaatsing bij de kassa's van kruideniers en drogisterijen, waar ze hun doelgroep vonden: hoog opgeleide vrouwen uit de middenklasse die van lezen hielden.
Hibberts romans waren keurig; hooguit wisselden de hoofdpersonen smeulende blikken van verlangen uit. Maar tegen 1969 had de seksuele revolutie expliciete beschrijvingen meer aanvaardbaar gemaakt. In april 1972 maakte de romancyclus The Flame and the Flower gebruik van deze verandering in trend en veroorzaakte een revolutie in het genre van de historische romance door fysieke intimiteit tussen de hoofdpersonen te beschrijven. Een andere roman, Sweet Savage Love, die in 1974 volgde, versterkte die trend. Hiermee was een nieuw genre geboren, dat de bijnaam 'sweet savage romance' of de 'bodice ripper' kreeg vanwege de deinende, deels ontblote boezem die vaak op de omslag werd afgebeeld.
De belangstelling voor Hibberts keurige romances taande. In 1976 klaagde een criticus dat Victoria Holts heldinnen "een beetje dom moeten zijn, anders zouden ze zich om te beginnen niet in zulke onwaarschijnlijke puinhopen storten." De volgende roman van Victoria Holt, The devil on horseback (1977), werd beschreven als "uit een ander tijdperk, een beetje uit de pas met de stijl van vandaag." Critici beoordeelden de boeken als "tekortschietend ten opzichte van haar eerdere normen."
Tegen het begin van de jaren 1980 waren gothic romances niet meer zo populair als een decennium eerder. Lezers eisten meer seks en avontuur in hun romans. Uitgevers creëerden paperback imprints als Silhouette en Candlelight Ecstasy, simpelweg om aan de enorme vraag naar "bodice rippers" en "hot historicals" te voldoen.
Als tegemoetkoming aan de veranderende tijden schreef Hibbert The Demon Lover, een roman van Victoria Holt uit 1982, in een stijl die verschillende elementen ontleende aan het plot van Sweet Savage Love: gedwongen verleiding van een naïef meisje door een machtige man eindigend in een huwelijk, tegen een achtergrond van onrust in oorlogstijd. Critici feliciteerden de stap: "Haar nieuwste, 'The Demon Lover', is een hetero romance met seksuele passie, die momenteel 'in' is. Het heeft geen suspense: de spannende plotwendingen die haar gotische romans kenmerkten, zijn niet meer."
Victoria Holts heldinnen verlieten de decoratieve salons van Victoria's Engeland om op zoek te gaan naar avontuur op veel exotischer locaties: in een Egyptische piramide (The Curse of the Kings, 1973); tussen Chinese antiquiteiten in Hong Kong (The House of a Thousand Lanterns, 1974); in de opaalmijnen van Australië (The Pride of the Peacock, 1976); op een theeplantage in Ceylon (The Spring of the Tiger, 1979); tussen weelderige, tropische eilanden voor de kust van Australië (The Road to Paradise Island, 1985); op de Krim met Florence Nightingale (Secret for a Nightingale, 1986); in het door muiterijen geteisterde Brits India (The India Fan, 1988); in de harem van een Turkse edelman in Constantinopel (The Captive, 1989); in de Britse koloniën van Zuid-Afrika (Snare of Serpents, 1990); en op een scheepswrak op de Zuidzee-eilanden (The Black Opal, 1993).
In 1993 overleed Hibbert. In de laatste jaren van de 20e eeuw kwamen titels van Victoria Holt ook beschikbaar in grote letters, als luisterboeken en in braille. Ook verschenen er vertalingen in verschillende Europese talen, en in het Russisch, Hebreeuws, Perzisch, Chinees, Koreaans, Thais, Vietnamees en Japans. 

#### 21ste eeuw
In 2006 herdrukte de Londense uitgever Harper vier van Victoria Holts populairste titels met nieuwe covers: Mistress of Mellyn (1961), The Shivering Sands (1969), The Shadow of the Lynx (1971) en The Time of the Hunter's Moon (1983). In dat jaar verschenen ook vertalingen in Europese talen, Japans, Singalees en Thais.

## Philippa Carr

### serie Daughters of England
| * The Miracle at St. Bruno's (1972)                                                | Het wonder van St. Bruno (1974)                                          |
| * The Lion Triumphant (1974)                                                       | De ontembare Catharine (1975), later ook als Het Spaanse galjoen (1999?) |
| * The Witch from the Sea (1975)                                                    | Alleen de zee kent haar geheim (2001?)                                   |
| * Saraband for Two Sisters (1976)                                                  | Sarabande voor twee zusters (2003?)                                      |
| * Lament for a Lost Lover (1977)                                                   | Schaduwen over Eversleigh (1978)                                         |
| * The Love Child (1978)                                                            | Dubbelspel in Venetië (1980)                                             |
| * The Song of the Siren (1980)                                                     |                                                                          |
| * The Drop of the Dice (1981) later uitgegeven als "Will You Love Me in September" |                                                                          |
| * The Adulteress (1982)                                                            |                                                                          |
| * Knave of Hearts (1983) oorspronkelijke titel Zipporah's Daughter                 |                                                                          |
| * Voices in A Haunted Room (1984)                                                  |                                                                          |
| * The Return of the Gypsy (1985)                                                   |                                                                          |
| * Midsummer's Eve (1986)                                                           |                                                                          |
| * The Pool of St. Branok (1987)                                                    |                                                                          |
| * The Changeling (1989)                                                            |                                                                          |
| * The Black Swan (1990)                                                            |                                                                          |
| * A Time for Silence (1991)                                                        |                                                                          |
| * The Gossamer Cord (1992)                                                         |                                                                          |
| * We'll Meet Again (1993)                                                          |                                                                          |

### Single novels
| * Daughters of England (1995) | Dochters van Engeland (serie vanaf 1998) |